# 家伝
家伝（かでん）
1. その家に代々伝わっていること。また、そのもの。
2. 学説などが師弟の間で伝承されること。また、そのもの。相伝。
3. その家に代々伝わっている歴史、伝承などを記した書物。本項で詳述。
4. 狭義では、特に藤原氏の家伝である『藤氏家伝』のこと。リンク先参照。

## 概要
家伝とは、その家、特に貴族の家に代々伝わっている歴史、伝承などを記した書物のことである。本系帳（ほんけいちょう）、氏文（うじぶみ）、譜第（ふだい）、家譜（かふ）などいろいろな呼称がある。
中国では、魏晋南北朝時代から盛んに家伝が編纂された。
日本では、『帝紀』などの皇室系譜と、『旧辞』などの皇室関係の伝承が、もっとも古い例とされる。ただし、いずれも現存しない。
律令制では式部省が各家の家伝を収集管理しており、これ以前から有力貴族の家では、家伝の編纂が進んでいたと推測されている。670年、日本初の全国戸籍となる庚午年籍が作られたが、家伝類も参考にされたといわれる。
天平勝宝年間（749年 - 757年）、諸蕃（主に朝鮮半島系の渡来人）の改姓・賜姓が許されるようになった。その結果日本風の姓を名乗る一方、家伝で日本古来の氏族であるかのように偽造する者が少なくなかった。そこで、761年（天平宝字5年）に撰氏族志所を設け、家伝の偽造を正そうとしたが、途中で挫折した。
平安時代になると、渡来人の子孫に限らず、先祖を飾り立てる偽造が盛んになった。そこで、嵯峨天皇の命により、氏族名鑑である『新撰姓氏録』が編纂され、814年（弘仁5年）上進された。諸氏の家伝、本系帳などの偽造や誤りを正したものである。

## 主な家伝
- 『古語拾遺』 - 斎部氏（忌部氏）
- 『先代旧事本紀』 - 物部氏
- 『中臣氏本系帳』 - 中臣氏（大中臣氏）
- 『高橋氏文』 - 高橋氏
- 『秦氏本系帳』 - 秦氏
- 『藤氏家伝』 - 藤原氏